# Блесе
Блесе (фр. Blessey) насеље је и општина у источном делу централне Француске у региону Бургоња, у департману Златна обала која припада префектури Монбар.
По подацима из 1999. године у општини је живело 27 становника, а густина насељености је износила 3 становника/km². Општина се простире на површини од 7,51 km². Налази се на средњој надморској висини од 500 метара (максималној 506 m, а минималној 354 m).

## Демографија
| 1962. | 1968. | 1975. | 1982. | 1990. | 1999. | 2006. |
| ----- | ----- | ----- | ----- | ----- | ----- | ----- |
| 17    | 21    | 20    | 32    | 30    | 27    | 27    |

График промене броја становника у току последњих година